# Rokėnai
Rokėnai è un piccolo centro abitato del distretto di Zarasai della contea di Utena, nel nord-est della Lituania. Secondo il censimento del 2011, la popolazione ammonta a 95 abitanti. Il compositore lituano Juozas Gruodis (1884-1949) nacque presso Rokėnai. La località rientra nell'areale protetto del vicino lago Sartai.